# Torre de Sapporo TV
La Torre de Sapporo TV (さっぽろテレビ塔, Sapporo Terebi-tō) és una torre de telecomunicacions de Sapporo, Hokkaido, Japó. La torre va ser construïda el 1957 i té una alçada de 147,2 metres, tenint una plataforma d'observació als 98 metres d'alçada. La torre es troba al bellmig del parc Ōdōri, gran avinguda del centre neuràlgic de la ciutat i s'ha convertit en un símbol de Sapporo tant pel turistes com pels locals.